# Pycnarmon diffusalis
Pycnarmon diffusalis là một loài bướm đêm trong họ Crambidae.